# 山口菅三
山口 菅三（やまぐち すがぞう、1884年 - 1971年）は、日本の実業家。滋賀県東浅井郡小谷村大字河毛の造り酒屋、山口嘉左衛門の次男として生まれた。
「元イマン居留民会長 服部富造君」西川太治郎編纂（昭和13年）、「世界史の中の一億人の昭和史 ロシア革命・大正デモクラシー」毎日新聞社刊によれば、1900年服部富造は親戚の山口家次男・山口菅三を預かり服部商店内で、菅三を含めた5人の日本の若者への「海外版 松下村塾」とも言える教育が始まった。この時菅三は16歳であった。日中は「服部商店」で仕事を通じて貿易と商売を学び、夜は夕食後8時から深夜12時まで連日主人服部富造が直々に菅三等5人の若者にロシア語とロシア情勢について教育を行った。そして折に触れて吉田松陰の思想を教えたという。
中でも筆頭格の山口菅三は成長期の4年間、ロシア料理で堂々たる体躯となり流暢なロシア語を身につけ、アジア系ロシア人の様に逞しく成長していた。（山口菅三の日本語は訥弁であったが、ロシア語は不思議とどもらなかったからである。）山口菅三は日露開戦が愈々不可避になると「主人服部富造」の「危険である」との強い制止を振り切り大胆にも、単身シベリア鉄道の軍事的要衝スパスカに乗り込み、スパスカ駅前に小さな雑貨店を構え、そこを基点にシベリア鉄道を移動しながら情報を送り始めたのである。
1904年2月6日ウラジオ川上貿易事務官より引揚命令書が来て山口菅三は居留民会長をしていた主人服部富造と一旦日本へ戻ることになる。奉天会戦に際し山口菅三は、数々の進言を外交官の川上俊彦に対し行っており、この献策が国家への貢献と認められ、川上の強い推挙により、主人服部富造諒解の下、1917年3月に、ロシアシベリアの要衝スパスカ市に服部商店2番目の支店「山口商店」を構えた。石造りの堂々たる店舗であった。
この頃、主人服部富造が日露戦争従軍の後遺症で体調を崩していたこともあり、主人の信頼と従業員から人望があった山口が「服部商店」の中心となり経営を行っていた。そして「山口商店」は日本が沿海州に打ち込んだ日本本土防衛の楔であった。この功績により「山口菅三」はその後若くして「居留民会長」に推された。
1919年のシベリア出兵の時、日本陸軍が真っ先に「居留民保護」に向かった先が、ロシアシベリア要衝「スパスカ市」であった。
スパスカ市に進駐した日本軍は、旅団司令部に山口を迎えイマン市の「居留民保護」に向かった。山口菅三は主人服部富造救援の為、日本軍主力部隊に同行、現地白系ロシア軍との交渉役を果たしながら、日本軍の進路を確保し「服部商店本店」があるイマン入城の大役を無事果たし、服部富造もイマン市の邦人を率い全員無事避難した。その後日本軍は「服部商店本店」に旅団司令部を置き、「服部商店支店」のあるニコリスク市に進駐した部隊と連動し、白軍のコルマコフ将軍を支援したのである。しかし、その後「コルマコフ将軍の戦死」により赤軍が勢いを増し尼港事件も発生、物情騒然とする中、1921年12月、最後の日本軍撤退と共に「服部商店」と「山口商店」は、そのロシアでの歴史と役目を終えることになる。
服部商店の働きについては、後年陸軍大将となった明石元二郎が、「当時自分が関与していた欧州に比べ、極東には日本人の強力な情報網が存在し、　自分も含め多くの軍人が支援を受けていた。彼等が組織的かつ迅速に行動していた姿は驚きであった」と述懐していた事からも、「服部商店」が居留民の中心として特筆すべき活動をしていたことが分かる。
こうした国家への功績もあり、後年、山口菅三の義姉の長女大岡薫は明仁上皇が皇太子時代の「東宮ご教育係」を拝命している。ちなみに大岡の後任が小泉信三（慶應義塾塾長）である。
松下幸之助は山口菅三を訪ね、教えを受けている。その際のエピソード「商売冥利」と「人事の心得いろいろ」を記した著書の初版本を、後に松下は山口に贈呈している。東京の山口家に保管されている松下幸之助著『商売心得帖』の初版本がそれである。
更に山口菅三は、自身が服部商店「海外版 松下村塾」で学んだ教育内容を伝え、松下幸之助は大いに感銘し共感したという。